# Marcelo Gangoiti
Marcelo Gangoiti Urrutia (Munguía, 16 de enero de 1912-1996) fue un sacerdote que impulsó el desarrollo educativo e industrial en la zona de Musques.

## Biografía
Hijo de baserritarras acomodados, pronto encaminó sus pasos hacia el sacerdocio como hicieron antes otros varones de su familia. Fue instruido en el seminario de Gaztelu-Elexabeitia y Vitoria. Se ordenó sacerdote en 1941, el mismo año que José María Arizmendiarrieta, impulsor del movimiento cooperativo de Mondragón. Quien fue buen amigo y ejemplo a seguir en su posterior emprendizaje en el mundo de la educación.
Fue una persona preocupada por el desarrollo social de los habitantes de la Margen Izquierda y Zona Minera. Fundador del Centro de Formación Somorrostro. Para los obreros consiguió que se electrificara la línea de tren de Renfe hasta Musques, algo que se logró en 1953.

## Reconocimientos
En 2012 Musques nombró a Marcelo Gangoiti hijo predilecto el año de su centenario.
En su honor se concede el premio Premio Marcelo Gangoiti desde 1996.